# Stanislas Vilain XIIII
Le vicomte Stanislas Marie Joseph Vilain XIIII, né le 11 juin 1838 à Scy et mort le 26 décembre 1926 à Bruxelles, est un homme politique belge. Il est le fils d'Alfred Vilain XIIII, le gendre de Prosper de Kerchove de Denterghem et le père de Georges Vilain XIIII.

## Fonctions et mandats
- Conseiller provincial de Flandre-Orientale : 1864-1886
- Bourgmestre de Bazel : 1886-1921
- Membre du Sénat belge : 1886-1900
- Questeur du Sénat belge : 1892-1900

## Sources
- Kort bronnenoverzicht
- P. Van Molle, "Het Belgisch parlement", p. 374;
- "Le Parlement belge, 1831-1894", p. 610.
- Stengers J., De Paepe J.-L., Gruman M. e.a., "Index des éligibles au Sénat (1831-1893)", Bruxelles, 1975.
- "Bibliographie coloniale belge", IV.
- "Le Sénat belge", p. 477-478.
- "Encyclopedie van de Vlaamse Beweging", II, p. 1807.

- Ressource relative à plusieurs domaines :   - ODIS